# Catgut

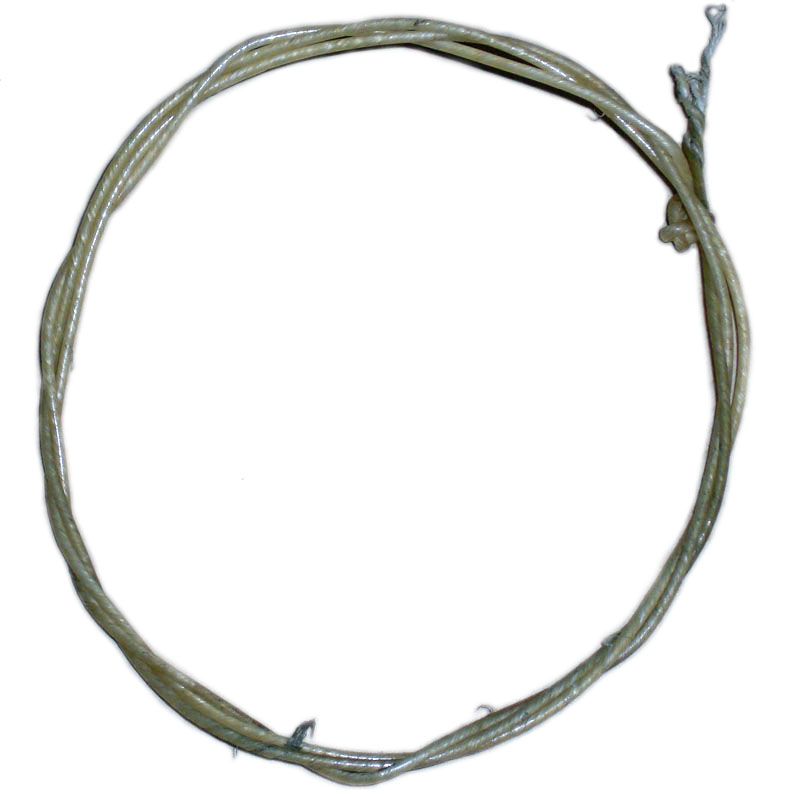
Corda de violoncelo feita de catgut.

Catgut é uma fibra natural de grande elasticidade e tenacidade, preparada com uma parte dos intestinos de animais, normalmente bovinos, caprinos, suínos ou ovinos.
Apesar do nome, não se usam intestinos de felinos, o nome provém provavelmente do termo em língua inglesa kitgut, que significa corda, de violino ou de outro instrumento musical, do termo “kithara” que gerou o moderno termo “guitarra”. Outra hipótese é vir de cattle gut (intestino bovino).

## Usos
O catgut foi por muito tempo a única fibra utilizada em instrumentos musicais de corda, como o violino, harpa e viola. Ainda hoje muitos músicos ainda o utilizam, pelo timbre, apesar do nylon ter substituído muitos de seus usos.
Outra aplicação é como sutura cirúrgica. O chamado catgut estéril (Chorda resorbilis sterilis) é um fio utilizado em suturas nos humanos. É obtido de animais mamíferos como o carneiro, cujo intestino, depois de lavado, é cortado, no sentido do comprimento, em tamanhos diferentes, sendo as membranas intestinais, após torcidas, secas, polidas e selecionadas, utilizadas na cirurgia. Tratada com sais de cromo para evitar contaminação, as fibras de catgut são ideais para uso interno, pois são reabsorvidas pelo organismo humano quando a cicatrização já está completa.
Catgut é um dos principais materiais para fazer as cordas das raquetes de tênis.

## Preparação
As fibras de catgut são preparadas limpando-se os intestinos com água, retirando restos de gordura e deixando de molho por algum tempo para amolecer. Retira-se então a membrana externa com uma faca especial e coloca-se a fibra em uma solução alcalina, com compostos de enxofre. As cordas de instrumentos musicais costumam ser defumadas. As de uso cirúrgico são preparadas com sais de cromo para efeito anti-séptico, classificadas por tamanho e embaladas.
Catgut é utilizado para produzir cordas de instrumentos musicais há séculos e existem registros de uso como sutura por médicos muçulmanos do século X, mas só ficou popular entre os médicos ocidentais no século XIX. Substituiu a linha de seda ou cânhamo, que causavam inflamação e hemorragia, por que o corpo humano não as absorvia. Embora existam alternativas sintéticas, suturas de catgut são utilizadas em hospitais do mundo todo.